# 崔佛·菲利普
崔佛·菲利普（英語：Trevor Philips）（又作“特雷沃·菲利普”）是Rockstar Games製作的《俠盜獵車手》系列遊戲《俠盜獵車手V》中的其中一位虛構人物，在GTA5中他和麥可·迪聖塔及富蘭克林·柯林頓三位是遊戲主角。他是由演員史蒂芬·奧格所飾演，奧格為這個角色進行配音、動作捕捉及外型建模。
崔佛為一位純粹受慾望及憤怒驅策的人物，是少數樂意執行像是謀殺和暴力行為等的任務的主角，儘管崔佛有著病態的行為，但他相當真誠地關心任何他看得起的親友。

## 角色設計

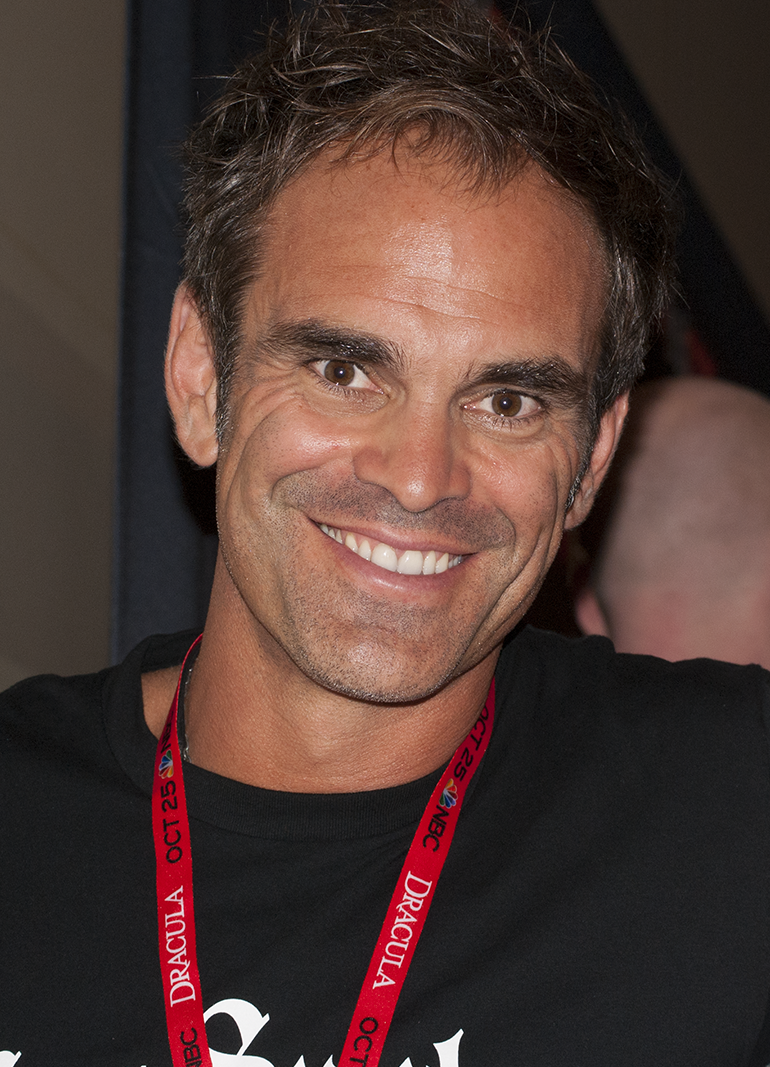
史蒂芬·奧格被塑造成《俠盜獵車手V》中的崔佛。他的行為主要透過動作捕捉技術紀錄。

《俠盜獵車手V》的共同編劇丹·豪澤將崔佛形容為「一位純粹受慾望、憤怒驅策的人，絲毫不擔心明日，全然受本我而非自我思想所驅策。」、「殺人毫不留情，就像是個真正的心理變態，但出於正當理由時非常感情用事。」
Rockstar賦予了崔佛精神錯亂的形象，豪澤說團隊將麥可和崔佛的個性描繪成彼此並置的關係，他表示「麥可就好像是想做個好人洗白的罪犯，而崔佛則是個不屬偽君子的瘋子。」在最初的試鏡過程中，奧格注意到了他與內德·盧克（Ned Luke，飾演麥可）間的化學作用，他的這份感覺幫助他獲得擔任此角色的機會。奧格表示「當盧克與我一起進入一間房間內，我們馬上會做出同樣的反應。」雖然演員知道他們是為Rockstar Games配音試鏡，但是等到簽約時他們才得知自己的外貌將被製成所配人物的外型。奧格認為崔佛在遊戲中的性格描述會隨著時間改變，他表示「角色的細微之處和性格特質將逐漸展露出來——他的步伐、他說話的舉止、他的反應絕對會隨著遊戲發展而有所變化。」

## 特質
崔佛在《俠盜獵車手V》中被描繪成一位反社會者。他的行為瘋狂、舉止異常、心狠手辣，有暴力傾向且毫無悔意地肆意殺人，性向方面葷素不忌，男女通吃，甚至強暴泰迪熊玩偶。個性單純直率不虛偽，行動也幾乎不經大腦思考，他對自己出生於加拿大感到自卑，且會因別人嘲笑他的口音而發怒。
雖然他有著病態的行為，但他關心任何他看得起的親友，且能真誠的對待他們，不會做出逾矩瘋狂的行為，麥可的子女吉米與崔西就非常喜愛崔佛，麥可的妻子亞曼達和崔佛關係惡劣，但崔佛也從未對她做過任何無禮舉動。
不過其他人則將崔佛視為不可理喻的危險人物，對於想過平靜生活的人而言他是顆不定時炸彈，在結局時若選擇殺死崔佛，一心想回歸平靜的麥可會毫不猶豫答應幫忙，崔佛死後只有吉米與小羅會懷念他，其他人則是對他的死毫不在意甚至感到欣喜，至於結局前搶劫所得的贓款，崔佛的份也會平分給麥可與富蘭克林，同夥沒人為他的死惋惜或辯護，製作組也很諷刺地給殺死崔佛的任務名稱為「明智之舉」。

## 登場

### 《俠盜獵車手V》
崔佛是加拿大人，在美國北部邊境旁出生。他在父親的身體虐待與母親的情緒虐待的環境下長大。崔佛的哥哥瑞恩在遊戲事件前就已往生。崔佛的父親將他拋棄在商場，他之後為了報復而燒毀商場。如此的成長經歷養成了崔佛的暴躁脾氣，導致崔佛受到嚴重精神錯亂，經常在學校打架，也曾攻擊一位老師及棒球校隊教練。崔佛喜愛飛機，擁有傑出的空中載具駕駛技術，曾投身加拿大空軍，卻因為心理狀態評估未過而被迫退出。後來，崔佛犯了罪，他初次進行的小型搶劫讓他入獄服刑六個月。之後，他將繼續踏上他的犯罪之路，包括利用他的駕駛飛機技巧進行走私。崔佛最終遇見麥可·迪聖塔，且雙方都意識到他們想要藉由大型抢劫來掙錢，之後也進行得很順利。然而，他們的合夥關係在麥可娶了一位脫衣舞女亞曼達並與她成家後進入緊張狀態。
在一次與他們的同夥布萊德·斯奈德進行的搶劫中，麥可和布萊德被戴夫開槍射中，而崔佛順利地逃脫，並認為麥可已經身亡且布萊德被送進監獄。崔佛之後定居在布雷恩郡沙灘海岸，他在這成立了一間他希望能成為大帝國的小型犯罪公司「崔佛·菲利普企業」，來走私武器及和大廚製造甲基苯丙胺(甲基安非他命，即冰毒）。由於強烈的被遺棄感，崔佛將自己置身在兩位他綁架並洗腦而來的忠實朋友間，這兩位朋友分別是「焦慮小羅」羅恩·雅考斯基和偉德·赫伯特。崔佛同時與包括強尼·克雷比茲帶領的失落摩托車俱樂部、阿茲提克幫、和歐尼爾兄弟等，他在沙灘海岸的敵手處於不穩定的停戰狀態。
在致命的搶劫案九年後，崔佛發現麥可偽造死亡，且因此感到震驚和憤怒而打破了停火協議，在一次突發的衝突中殺光了他大部分的敵人。之後，他開車前往洛聖都，接管了偉德表哥弗洛伊德的公寓並亂入了他的生活，又與改姓「迪聖塔」的麥可重聚。在麥可介紹富蘭克林·柯林頓給崔佛認識後，兩人再度合夥著手搶劫，不過這次多了富蘭克林。崔佛決定劫掠梅利威瑟保全顧問公司守衛的任何事物，這是一間他不喜歡的私人保全公司，但是他經常失敗。在完成一次任務而沒有得到報酬後，崔佛為了報復毒梟馬丁·瑪德拉索而咬斷他的左耳，並綁架了他的妻子派翠莎。由於她那般的母性加上他本身的被遺棄感，崔佛因而愛上了她，不過最後仍在麥可的要求下將她送回家。然而，直到遊戲結束前兩人仍保持聯繫。
崔佛最後發現麥可陷害了他和布萊德，且布萊德並沒有入監而是被埋葬在麥可的假墳墓中。這也導致崔佛誓言要殺死麥可，不過在完成最後一次搶劫前先留他活口。當完成搶劫後，崔佛相當高興他完成了這項致命的搶劫，但他仍憎恨著麥可。在遊戲接近尾聲時，富蘭克林必須做出選擇：殺了崔佛、殺了麥可，或是寧死不屈。如果選擇後者，崔佛在鑄造場血戰時會陷入苦戰，同時故意不講話測試麥可會救他還是會再度被麥可背叛。最後麥可救了崔佛。之後崔佛將殺死海因斯，接著綁架威斯頓，並與麥可和富蘭克林一同殺了他。崔佛再度接納麥可成為他的朋友，不過是他所討厭的朋友，而麥可也和他達成和解。若是選擇第二個選項，富蘭克林會先聯絡崔佛要不要殺死麥可，崔佛會毫不猶豫拒絕並在電話中阻止富蘭克林。而且崔佛會在發現麥可之死後，斷絕與富蘭克林的來往。假如選擇第一個選項，富蘭克林會與崔佛碰面，之後與麥可一起追趕他到一間油廠。當崔佛撞上油箱後，導致自己沾上滿身石油，只要富蘭克林或麥可其中一人向石油開槍，崔佛便被火勢燒死。如果崔佛與麥可最終皆存活下來，他們將繼續與富蘭克林來往，在此期間，崔佛因為派翠莎·瑪德拉索的開示「老朋友是非常重要的」、了解到麥可當年有妻子及兩名年幼孩子的包袱、承認自己在得知布萊德的死訊後反應過度，在劇情結尾解散了犯罪三人組，但與麥可及富蘭克林之間仍是摯友。

### 《俠盜獵車手Online》
崔佛在《俠盜獵車手V》的線上多人模式《俠盜獵車手Online》中以主角客串的身分在玩家角色達到等級12後提供的搶劫任務「首輪募資」中登場；在玩家搶了崔佛的露營車冰毒實驗室後，有別於崔佛在單機模式時對待敵人的手法，崔佛不會對玩家角色動粗，轉而要求玩家成為「崔佛．菲利普企業」的僱員，完成他指派的差事來和他和解，亦會給予玩家完成差事的報酬。崔佛提供的差事通常包括從敵對團體，尤其是失落摩托車俱樂部手中偷取毒品，同時需殺死這些毒販。《俠盜獵車手Online》的故事背景被設置在單人遊戲模式劇情的幾個月前。

## 文化影響

### 反應
崔佛這個角色在《俠盜獵車手V》發行後普遍得到了正面的反應。《Edge》將崔佛選為三位主角中最突出的一位，並將此歸功於他反覆無常的個性。如同《Edge》，GameSpot的卡羅琳·佩蒂特（Caroline Petit）認為崔佛是「一位非常可怕、令人毛骨悚然、精神失常的人類——更是一位很了不起的人物。」然而，Eurogamer的汤姆·布拉姆韦尔（Tom Bramwell）覺得崔佛有損於其他角色，因為他是一位「膚淺且缺乏說服力」的聳人聽聞反英雄人物，且「他誇張的賣弄破壞了遊戲劇情」，他奪去麥可和富蘭克林角色發展的光彩。Joystiq編輯薩夫·德·馬托斯（Xav de Matos）認為三位主角在一定程度上並不討喜，他們對這個故事有著間離效果，並指出「雖然每個角色在他的旅程中都有著明確的動機，但這很難讓他們成功。」他也認為到劇情結束為止，崔佛與麥可間的矛盾心理令人感到厭煩，因為這讓他們之間的衝突成為了一個「看似永無止盡的循環」。
GamesRadar的盧卡斯·蘇利文（Lucas Sullivan）讚揚崔佛成為了這款遊戲首位「合乎情理」的角色。他表示在大多數玩家第一次遊玩《俠盜獵車手》遊戲後，他們會「劫一些蠢貨的車，接著以90英里行駛在人行道上，碾壓平民百姓」，而不是平和的玩這款遊戲。「崔佛的存在並不會是任何一群人的評論對象——他正是對已經在過去十年內玩《GTA》遊戲的玩家來說，在遊玩上首位合邏輯的人物。」他表示。蘇利文得出結論認為，崔佛是俠盜獵車手系列遊戲中，少數樂意執行像是謀殺和暴力行為等受玩家喜愛的動作的主角。崔佛一直被拿來與許多其他遊戲和電影的角色來比較。IGN的卡爾文·可汗（Calvin Khan）將崔佛與希斯·萊傑在飾演的小丑做比較。可汗認為崔佛是《俠盜獵車手V》中唯一一位不會偽裝外表的角色，並說到「崔佛絕對知道他是個怪物，但他卻毫不在意。他樂於製造痛苦和傷害，為它而活且接納它——就像是希斯·萊傑的小丑——他的存在正是為了真正的混亂。」他還認為崔佛傷害人民、擾亂他周遭的一切，唯一的理由很簡單，因為這麼做實在是太有趣了。可汗得出結論認為，很顯然崔佛眼中的世界已經被毀壞，且他認為在做一些搗亂並沒有壞處，這也正是崔佛所做所為的原因。
崔佛贏得遊戲網站Cheat Code Central第七屆Cody獎的「最佳男角色」，也入圍許多其他的獎項。包括了Spike VGX 2013的「最佳角色」（由生化奇兵：无限的盧特斯雙胞胎獲獎）、《Hardcore Gamer》2013年度最佳遊戲獎的「最佳新角色」（由《最後生還者》的艾莉獲獎）以及Destructoid的2013年「最佳角色」（同樣由盧特斯雙胞胎獲獎）。史蒂芬·奧格也因為飾演崔佛而入圍Spike VGX 2013的「最佳男配音」（由特洛伊·貝克獲獎）、《電訊報》2013年電子遊戲獎的「最佳表演者」（同樣由特洛伊·貝克獲獎）以及第十屆英國BAFTA遊戲獎的「最佳表演者」（由艾希莉·強森獲獎）。

### 爭議

任務「依計行事」中，崔佛使用水刑等酷刑審問一位男子的方式遭到批評。

《俠盜獵車手V》的任務「依計行事」中對酷刑的描述遭到批評。在此任務中，崔佛拷問一位名叫費迪南·克里莫夫（稱其為K先生）的男子，關於一位對FIB（遊戲內的FBI）構成威脅且涉嫌在逃的亞塞拜然人的資訊。玩家可以從桌上選擇崔佛對這位被綁在椅子上的男子所使用的酷刑器具。在K先生提供FIB相關訊息後，崔佛被要求殺他滅口，不過他卻載他到機場，給他一次逃脫的機會。在載著克里莫夫時，崔佛長篇大論了關於刑求的無用，指出克里莫夫願意在不被刑求的情況下提供資訊給FIB，並表示刑求只是用來「顯示自身權益」的一場遊戲。
評論家回應表示，雖然這個任務有擔任美國政府使用刑求的政治評論效果，但在遊戲中使用酷刑還是觀感不佳。GameSpot的佩蒂特認為將酷刑配上長篇獨白放入劇情中，造就了這個任務功能的偽善，就像是一個評論手段。而IGN的麥克唐納（MacDonald）認為這「將觀感的界限向外推延」。在一篇社論中，布拉姆韋爾討論了政治評論是否被暴力內蒙上陰影，他將這個任務與的No Russian關卡爭議作比較。他認為這段鏡頭缺乏足夠的上下文來證明其暴力，並總結其只是「有瑕疵」而已。工黨議員基思·瓦茲對未成年玩家可能接觸到這個任務而表示擔心。慈善組織Freedom from Torture的基思·貝斯特表示這樣的刑求角色扮演已經「越線」。湯姆·奇克則為這段刑求片段辯解寫道，不像「No Russian」關卡或是2012年電影一般，潛在的政治評論反而將「依計行事」中的刑求冠上暴力內容。

### 來源
- Rockstar North. . PlayStation 3, Xbox 360. Rockstar Games. 2013-09-17.
- Rockstar North. . PlayStation 3, Xbox 360. Rockstar Games. 2013-10-01.

| 前任者： 路易斯·費爾南多·洛佩茲 《俠盜獵車手：酷男之歌》 | 《俠盜獵車手》的主角 '與麥可·迪聖塔及富蘭克林·柯林頓 《俠盜獵車手V》 | 現任 |